# Tab Smith
Talmadge (Tab) Smith (Kinston, Carolina del Nord, 11 de gener del 1909 - Saint Louis, Missouri, 17 d'agost del 1971) va ser un saxofonista de swing i rhythm and blues estatunidenc.

## Biografia
Smith es va unir a la seva primera banda professional, els Stompers Carolina, el 1929. En els anys 1930 i 1940 va passar diversos anys a les bandes de Sort Millinder i Count Basie, així com va passar llargs períodes freelance, tant com a tocador i com a arranjador. Després de la Guerra Mundial va liderar els seus propis grups, on es va concentrar en el rhythm and blues i el jazz. El va passar de dir balança de pagaments.
El seu major èxit va ser "Because of You", que va arribar al número 1 a les llistes R&B, i el número 20 en les llistes d'èxits, el 1951. "Because of You" va ser feta per United Records, per a la qual Smith va escriure prolíficament fins al seu tancament l'any 1957 Tab Smith va crear 24 singles i un LP de 10 polzades per al segell. En els Estats Units, Smith havia tocat diverses vegades el saxo tenor.
Durant la dècada del 1950, Smith va ser un rival important per l'alt saxòfon de líder de la banda Earl Bostic, que va gravar per a la King Records. Ell també estava en competència amb la seva influència formativa pròpia, Johnny Hodges, fins que Hodges va tornar a la banda Duke Ellington.
La seva carrera mai es va recuperar del tancament dels registres Units. Després de breus estades a Checker Records i el rei, Smith es va retirar del negoci de la música a la dècada del 1960. Va vendre béns arrels i tocava el piano a temps parcial en un restaurant de carns.

## Discografia

### Com a líder
- Jump Time (Delmark, 1951/52)
- Ace High (Delmark, 1952/53)
- Crazy walk (Delmark, 1955/56)

### Com a acompanyant
- Henry Red Allen: Henry Red Allen 1937–1941 (Classics)
- Count Basie: Count Basie 1939–1940 (Classics)
- Coleman Hawkins: The Complete Coleman Hawkins (Mercury, 1944)
- Billie Holiday: The Quintessential Billie Holiday Vol. 8 1939–1940 (Columbia Records)
- Billie Holiday: The Complete Commodore Recordings (Commodore Records, 1939–41)
- Frankie Newton: Frankie Newton 1937–1939 (Classics)
- Dinah Washington: The Complete 1943–1951 Mercury Master Takes (Mercury)
- Sandy Williams' Big Eight: Giants of Small-Band Swing (Riverside Records/OJC, 1946)